# Jüdisches Schulhaus (Mayen)

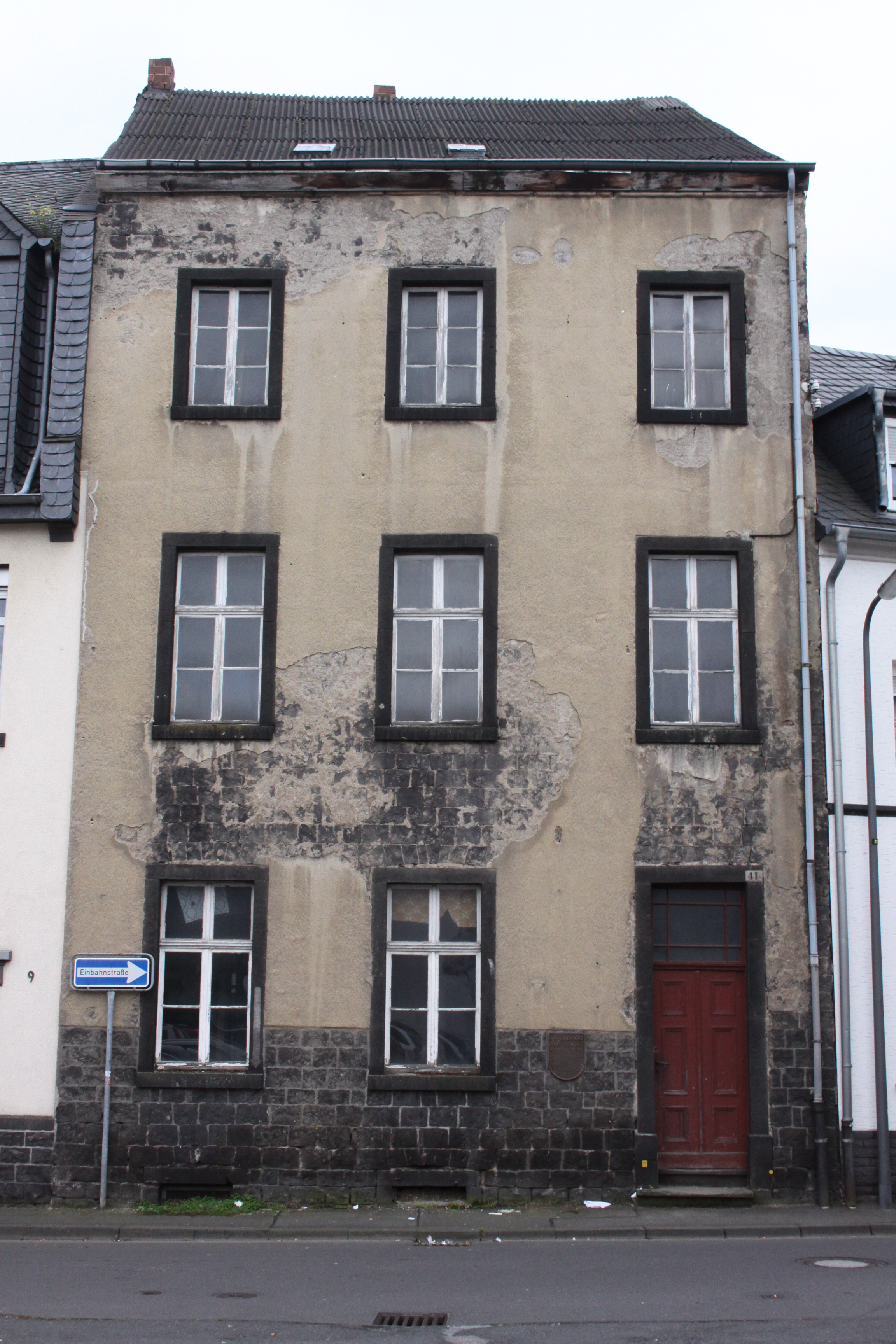
Jüdisches Schulhaus in Mayen, 2015

Das Jüdische Schulhaus in Mayen, einer Stadt im Landkreis Mayen-Koblenz in Rheinland-Pfalz, wurde 1869 errichtet. Das Schulgebäude mit der Adresse Im Hombrich 11 ist ein geschütztes Kulturdenkmal.
An dem dreigeschossigen Putzbau wurde eine Gedenktafel mit folgender Inschrift angebracht: „Jüdische Schule. 1873 Erwerb eines Grundstückes bei der Synagoge. 1875 Errichtung des schlichten Schulhauses mit Wohnung durch die Synagogengemeinde. 1875 Umwandlung von einer Privatschule in eine öffentliche Volksschule. 1908 Übergang in den Besitz der Zivilgemeinde. 1910 Instandsetzung. Unter Lehrer Albert Levi bis 1938 als Schule genutzt.“